# Couvonges
Couvonges és un municipi francès situat al departament del Mosa i a la regió del Gran Est. L'any 2007 tenia 143 habitants.

## Demografia

### Població
El 2007 la població de fet de Couvonges era de 143 persones. Hi havia 55 famílies, de les quals 8 eren unipersonals (4 homes vivint sols i 4 dones vivint soles), 16 parelles sense fills, 27 parelles amb fills i 4 famílies monoparentals amb fills.
La població ha evolucionat segons el següent gràfic:
Habitants censats

### Habitatges
El 2007 hi havia 64 habitatges, 55 eren l'habitatge principal de la família, 1 era una segona residència i 8 estaven desocupats. 49 eren cases i 14 eren apartaments. Dels 55 habitatges principals, 37 estaven ocupats pels seus propietaris, 16 estaven llogats i ocupats pels llogaters i 3 estaven cedits a títol gratuït; 1 tenia una cambra, 5 en tenien dues, 9 en tenien tres, 11 en tenien quatre i 30 en tenien cinc o més. 50 habitatges disposaven pel capbaix d'una plaça de pàrquing. A 23 habitatges hi havia un automòbil i a 31 n'hi havia dos o més.

### Piràmide de població
La piràmide de població per edats i sexe el 2009 era:
| Homes | Edats   | Dones |
| ----- | ------- | ----- |
| 0     | 95 o +  | 0     |
| 0     | 90 a 94 | 0     |
| 0     | 85 a 89 | 0     |
| 0     | 80 a 84 | 0     |
| 4     | 75 a 79 | 0     |
| 0     | 70 a 74 | 0     |
| 4     | 65 a 69 | 4     |
| 4     | 60 a 64 | 0     |
| 8     | 55 a 59 | 4     |
| 0     | 50 a 54 | 4     |
| 16    | 45 a 49 | 8     |
| 4     | 40 a 44 | 12    |
| 4     | 35 a 39 | 0     |
| 0     | 30 a 34 | 4     |
| 0     | 25 a 29 | 4     |
| 8     | 20 a 24 | 0     |
| 12    | 15 a 19 | 8     |
| 12    | 10 a 14 | 0     |
| 0     | 5 a 9   | 4     |
| 0     | 0 a 4   | 4     |

## Economia
El 2007 la població en edat de treballar era de 100 persones, 77 eren actives i 23 eren inactives. De les 77 persones actives 70 estaven ocupades (41 homes i 29 dones) i 7 estaven aturades (3 homes i 4 dones). De les 23 persones inactives 8 estaven jubilades, 9 estaven estudiant i 6 estaven classificades com a «altres inactius».

### Ingressos
El 2009 a Couvonges hi havia 58 unitats fiscals que integraven 161 persones, la mediana anual d'ingressos fiscals per persona era de 18.434 €.

### Activitats econòmiques
Dels 6 establiments que hi havia el 2007, 2 eren d'empreses de construcció, 1 d'una empresa de comerç i reparació d'automòbils, 1 d'una empresa immobiliària, 1 d'una empresa de serveis i 1 d'una empresa classificada com a «altres activitats de serveis».
Dels 2 establiments de servei als particulars que hi havia el 2009, 1 era una fusteria i 1 lampisteria.
L'únic establiment comercial que hi havia el 2009 era una adrogueria.
L'any 2000 a Couvonges hi havia 4 explotacions agrícoles.

## Poblacions més properes
El següent diagrama mostra les poblacions més properes.